# Празька весна (фестиваль)
50°05′24″ пн. ш. 14°24′58″ сх. д. / 50.09° пн. ш. 14.416° сх. д.
Пра́зька весна́ (чеськ. Prazske jaro) — музичний фестиваль, що проходить в Празі (Чехія) щорічно у травні-червні.

## Історія заснування фестивалю
Витоками «Празької весни» є травневі музичні фестивалі, які були запроваджені Анджело Нойманом, директором Нового німецького театру,  та проходили у Празі з 1899 до 1914 року.  Після Першої  світової війни музичні травні проводили музиканти Міжнародного товариства сучасної музики. 
Міжнародний музичний фестиваль Празька весна був заснований у 1946 році з нагоди 50-ти річчя Чеської філармонії, за ініціативою її диригента Рафаеля Кубеліка та за підтримки президента Чехословаччини Едварда Бенеша. Від заснування фестиваль розпочинається 12 травня, у день смерті видатного чеського композитора Бедржіха Сметани. Має велике історичне значення у пропаганді найкращих зразків сучасних і класичних музичних творів композиторів: Й. Мислівечка, В. А. Моцарта, З. Фібіха, Б. Сметани, А. Дворжака, І. Стравінського, Д. Шостаковича, та інших. 
Міжнародний музичний фестиваль "Празька весна" є одним із представницьких і престижних музичних подій в Європі і світі. В ньому беруть участь видатні музиканти, співаки, диригенти, а також найвідоміші симфонічні і камерні оркестри світу. Запрошення брати участь в концертах «Празька весна» в різні часи отримували видатні виконавці, які досягли найвищого рівня майстерності: піаніст Святослав Ріхтер, диригент Герберт фон Караян, скрипаль Давид Ойстрах, віолончеліст і диригент Мстислав Ростропович, диригенти Геннадій Рождєственський, Юрій Тімерканов та інші. 
Конкурс в Празі — це подія, де збираються музиканти різних шкіл і напрямків, щоб підсумувати розвиток сучасних трендів в області інтерпретації, досягнення виконавської техніки, музичної літератури і, звичайно, позмагатися. Багато хто з виконавців вже знайомий з інших конкурсів. Підсумовуючи хід конкурсу на основі прослуховування великої кількості учасників, слід відзначити, що з кожним конкурсом якість виконання, техніка, виразні можливості та в цілому і сама інтерпретація досягли високого рівня. Молоді виконавці вивчають велику кількість творів різноманітного характеру, напрямку і епох.
«Празька весна» — це один із небагатьох конкурсів і фестивалів, де молодь отримує шанс шляхом важкої конкурентної боротьби досягнути найвищих позицій на сцені світової музики. Перед фестивалем проходить міжнародний конкурс молодих виконавців, фінал якого збігається з фестивалем «Празька весна». 

## Умови проведення конкурсу та відбір кандидатів
Конкурс проводиться кожний рік. Дирекція конкурсу призначає журі, яке визначає дату проведення, умови конкурсу та репертуар. Відбір кандидатів проводиться на основі прослуховування обов'язкового музичного твору призначеного для конкурсу (CD або мінідиск), означений паролем.